# Cribropleurostomella
Cribropleurostomella es un género de foraminífero bentónico de la subfamilia Cribropleurostomellinae, de la familia Ellipsoidinidae, de la superfamilia Pleurostomelloidea, del suborden Buliminina y del orden Buliminida. Su especie-tipo es Cribropleurostomella plenus. Su rango cronoestratigráfico abarca el Campaniense superior (Cretácico superior).

## Discusión
Clasificaciones previas incluían Cribropleurostomella en la familia Pleurostomellidae y en el suborden Rotaliina del orden Rotaliida.

## Clasificación
Cribropleurostomella incluye a la siguiente especie:
- Cribropleurostomella plenus †